# Myiopharus yahuarmayana
Myiopharus yahuarmayana là một loài ruồi trong họ Tachinidae.